# Nagyváradi Napló
A Nagyváradi Napló, Nagyváradon 1898. október 1. és  1934. január 4. között megjelent politikai napilap, amely a város újságírása történetében az addigi egyik legmozgalmasabb szakaszt jelentette.

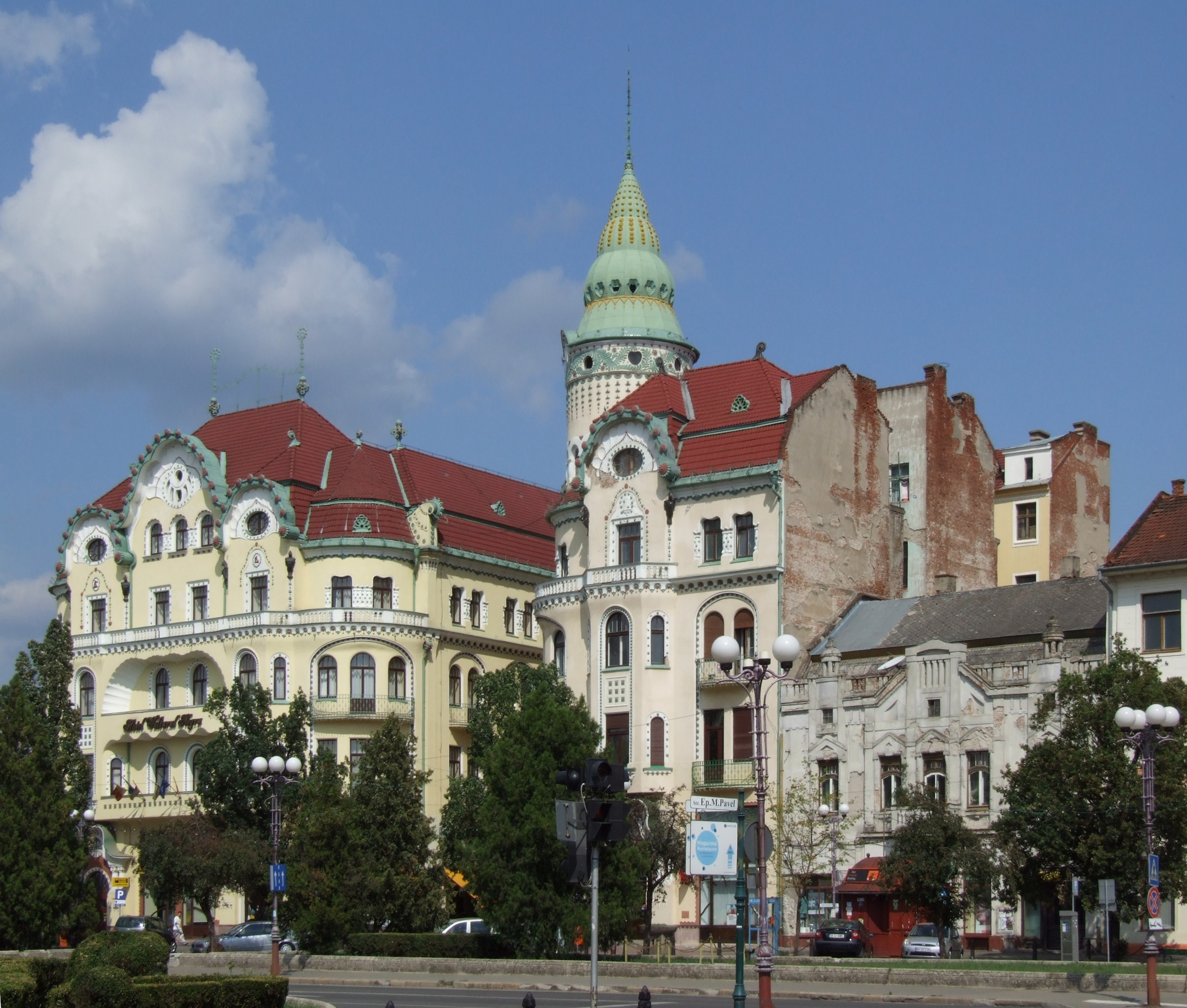
Nagyvárad
Fekete Sas Szálló

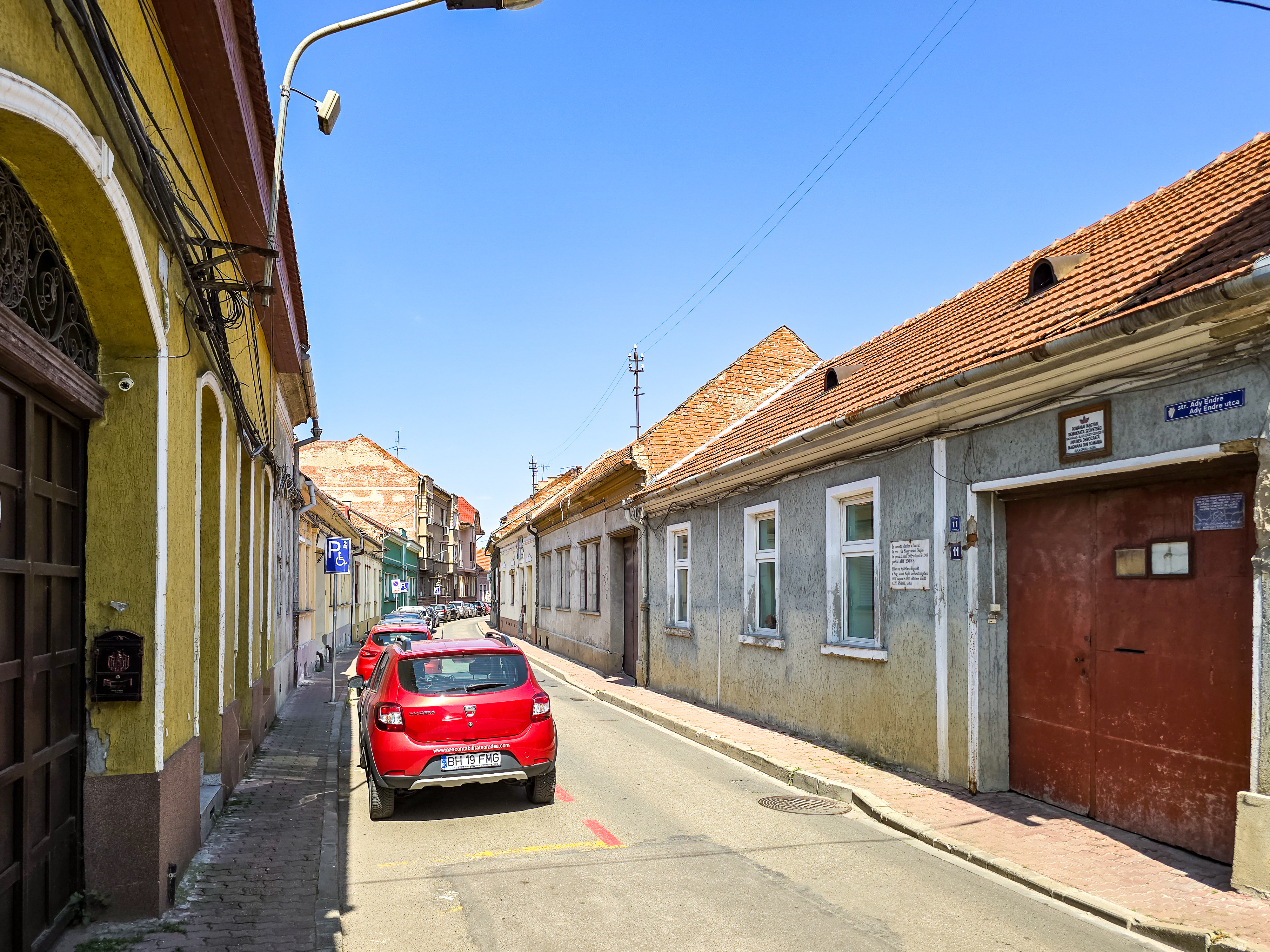
A szerkesztőség szerény épülete 1902–1903-ban (jobbra, az emléktáblával)

## Története

### Kezdetek
A Nagyváradi Napló első lapszáma 1898. október elsején, szombaton jelent meg. A szerkesztőség az Bémer téren, az egykori Mayr-ház emeletén volt. „Az új váradi politikai napilap beköszöntő programcikkét fővárosi baráti és politikai gesztusként  Vészi József írta. Költői ihletettséggel kívánt Szárnyat a gondolatnak, erőt az érzésnek, ihletet a léleknek!, s a liberalizmus lobogóját felvállaló újságnak azt tanácsolja, hogy szedje elő az útszél porából a régi ideálokat, és keresse azt az erőforrást, amelyből tíz évszázadon át annyiszor merített nemzetünk.”
A liberális napilap  állandó ellenzékiséggel volt jelen a 19. század végi sajtópiacon. Olvasóit a demokratikus szellemiség megőrzéséről biztosította. A Nagyváradi Napló kiadója és egyben laptulajdonosa Fehér Dezső volt. Célközönségnek, a város polgárságát tartotta, ugyanakkor a zsidóság érdeklődési körét is igyekezett lefedni. Hamarosan hatalmas sikerre tett szert a napilap és bizalommal tekintett a századfordulóra.
Az első lendületes és fiatal szerkesztőség tagjai a következők voltak: Dési Géza felelős szerkesztő, Adorján Emil, Dénes Sándor, Kerényi Miklós, Jakobi Andor, Szűts Dezső, Várady Zsigmond, Ritoók Emma, Sarkadi Lajos és Mandovszky Richárd, a napilap budapesti tudósítója.

### Ady Endre a Nagyváradi Napló szerkesztőségében
Ady Endre, a huszadik század egyik legjelentősebb magyar költője, 1901. május 12-től Fehér Dezső szerkesztőségének tagja. Előtte másfél évig, a szintén nagyváradi, Szabadság napilapnál kezdte újságírói pályafutását, de mivel nagy hatással volt rá a polgári radikalizmus politikai programja, így a Nagyváradi Napló kötelékébe lépett.
Az őszinte hangot kedvelő Ady hamar beilleszkedett az új szerkesztőségbe és hatalmas lendülettel vetette bele magát a munkába. Több témakörben is írt cikkeket, de a legtöbbet a társadalompolitika és a nemzetiségi kérdés ügyeivel foglalkozott. Írásaiból a nagyváradi politikai élet korrajza tárul elénk. Cikkeiben és verseiben arról próbálta meggyőzni olvasóit, hogy a katasztrófából kivezető utat, csupán a „vörös lobogó” alatt lehet megtalálni. Radikális világnézetével, Ady Endre először a váradi majd a magyar ellenzék szószólója lesz.
Publicistaként már mindent elért. Ő mindenekelőtt költő volt. Tehetsége és hírneve túlnőtte Nagyvárad határait, így Párizsban szeretett volna szerencsét próbálni. 1903-as eltávozása után új fejezet kezdődött a Nagyváradi Napló életében.

### A Holnap korszakában

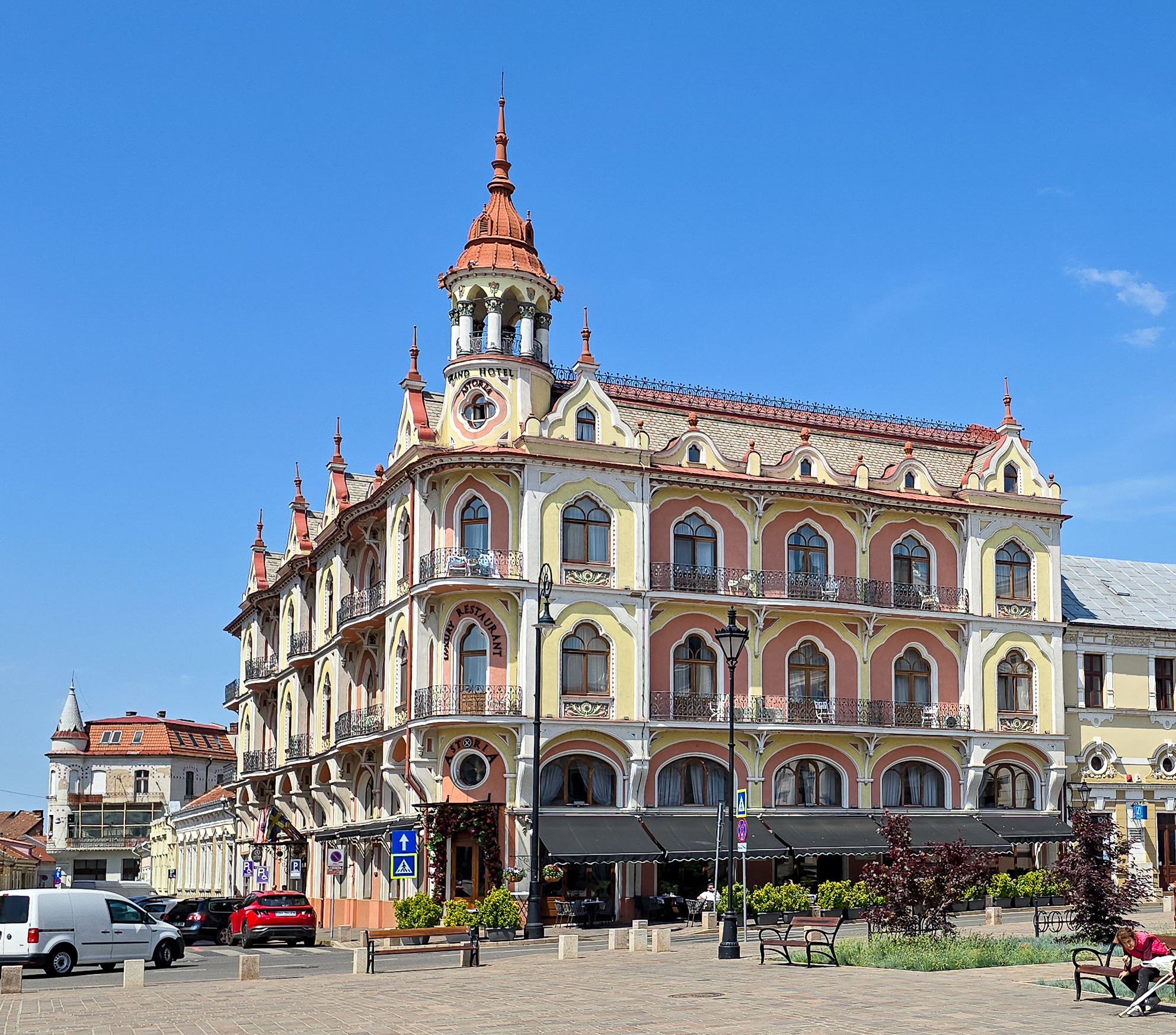
Az EMKE Kávéház (ma Astoria Szálló), a Holnap Irodalmi Társaság alapításának a helyszíne

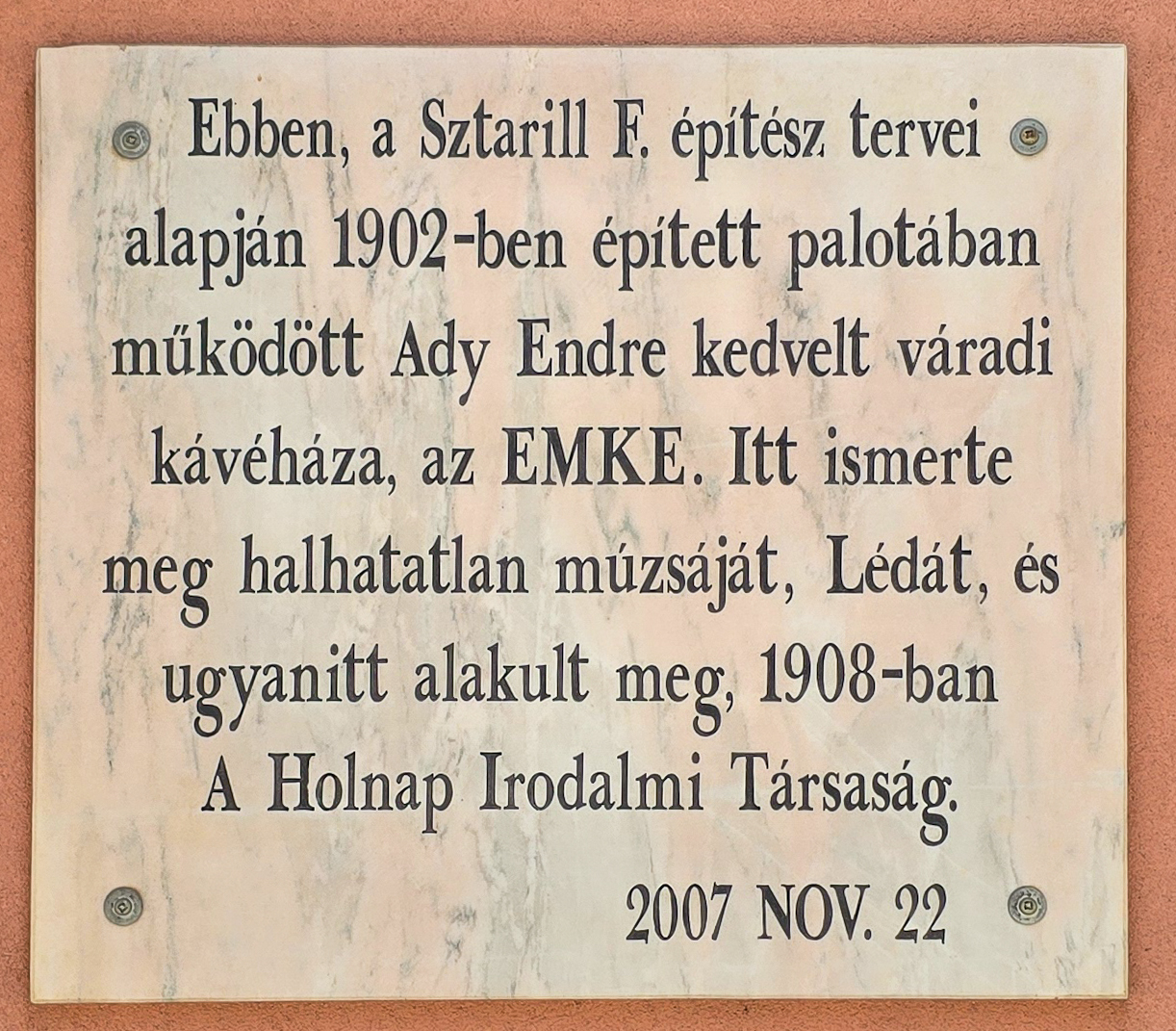
Emléktábla a kávéház falán

A század első évtizedében számos változás történt a helyi politikai és társadalmi erőviszonyokban, de a kulturális életben is. A helyi napilapok legjobbjai, a Szabadság, majd a Nagyváradi Napló ekkor nőnek túl a századforduló divatos „modernségén”. Ebben az időben, 1906. július 14-én Hegedűs Nándor lép a Nagyváradi Napló redakciójába és lesz annak hat évig felelős szerkesztője.

### Trianon után
Az első világháború után hanyatlás történt a nagyváradi újságírás addigi lüktető életében: négy napilapból csupán kettő maradt fenn. A Nagyváradi Napló benne volt a szerencsés kettőben és igyekezett a kisebbségi sors fórumává lenni. Megőrizte régi olvasótáborát, sőt a megszűnt lapok olvasóinak is egy része hozzájuk szegődött.
Az akkori szerkesztőség tagjai a következők voltak: továbbra is Fehér Dezső kiadótulajdonos-főszerkesztő, Pásztor Bertalan, Kunda Andor, Fleischer Sándor, Mezey Sándor, Kádár István, Hilf László, Halmay Árpád, Sághy László, Török Tibor, Fischer Antal. 1926-28 közt itt publikált Szirmai László költő, író, újságíró, de az irodalom bemutatását tekintve az 1920-as évektől a Nagyváradi Napló ritkábban jelentetett meg önálló irodalmi oldalt, túlsúlyba kerültek az átvételek.

### A napilap megszűnése
1934. január 6-án Hegedűs Nándor, Gondos Béla, Ligeti Ernő vezette Nagyváradi Napló, 36 év után váratlanul megszűnt. A bennfentesek arra gyanakodtak, hogy Ady kedvelt szerkesztőségének elhallgatása mögött politikai és anyagi gondok álltak. Azonban hamarosan Fehér Dezső és Kunda Andor által indított Napló vitte tovább a Nagyváradi Napló szellemiségét.